# Спаунсер, Уильям Алфред
Уи́льям А́лфред Спа́унсер (англ. William Alfred Spouncer), более известный как Альф Спаунсер (англ. Alf Spouncer; 1 июля 1877 — 31 августа 1962) — английский футболист, левый крайний нападающий. Выступал за футбольные клубы «Гейнсборо Тринити», «Шеффилд Юнайтед» и «Ноттингем Форест», также провёл один матч за национальную сборную Англии. В сезоне 1923/24 был главным тренером «Барселоны».

## Футбольная карьера
Уроженец Гейнсборо (Линкольншир), Спаунсер родился в семье химика и фармацевта Генри Томаса. Окончил среднюю школу Гейнсборо, в 1889 году выступал за школьную футбольную команду. В сезоне 1893/94 выступал за клуб «Гейнсборо Тринити». В октябре 1895 года стал игроком клуба «Шеффилд Юнайтед», за который выступал до мая 1897 года.
В 1897 году перешёл в «Ноттингем Форест». Дебютировал за клуб 4 сентября 1897 года в матче против «Ноттс Каунти». Помог «лесникам» выиграть Кубок Англии в сезоне 1897/98, обыграв в финале «Дерби Каунти». В сезоне 1906/07 выиграл Второй дивизион Футбольной лиги. Всего провёл за «лесников» 336 матчей и забил 52 гола (в том числе 300 матчей и 49 голов в рамках лиги). В 1910 году покинул клуб, после чего завершил карьеру игрока.
26 марта 1900 года провёл свой единственный матч за национальную сборную Англии, выйдя на позиции левого крайнего нападающего в игре Домашнего чемпионата против сборной Уэльса на стадионе «Кардифф Армс Парк». Матч завершился вничью со счётом 1:1.
В октябре 1923 года Спаунсер был назначен главным тренером испанского клуба «Барселона». Под его руководством команда выиграла чемпионат Каталонии в сезоне 1923/24, выиграв десять из десяти матчей. Однако после поражения в Кубке Испании от клуба «Реал Унион» (будущего победителя турнира) в апреле 1924 года Спаунсер был уволен со своего поста.

## Достижения
«Ноттингем Форест»
- Обладатель Кубка Англии: 1897/98
- Победитель Второго дивизиона: 1906/07

«Барселона»
- Победитель чемпионата Каталонии: 1923/24